# St. Evermarus (Borth)

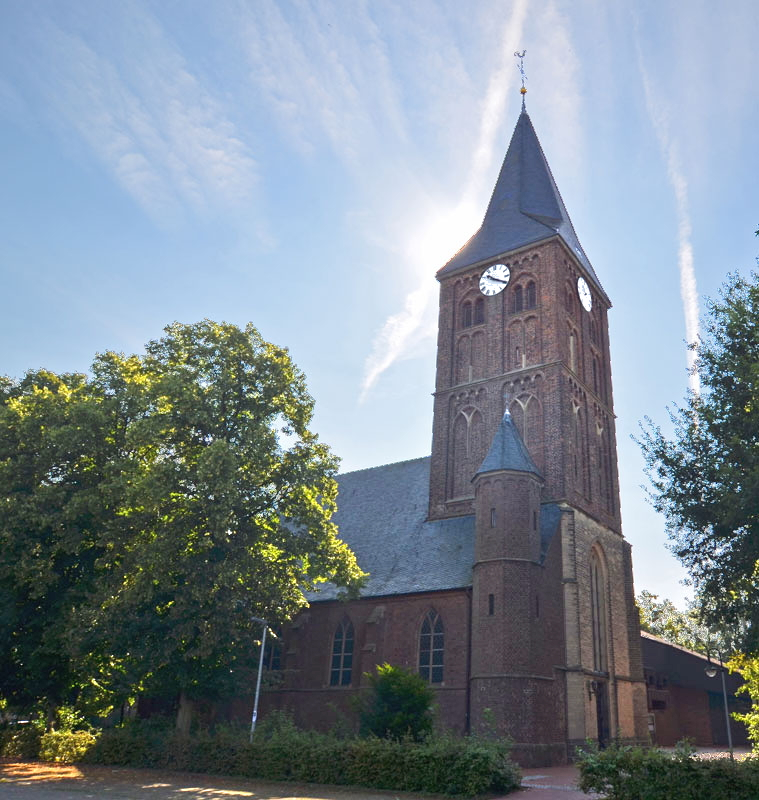
Katholische Kirche des Rheinberger Ortsteils Borth

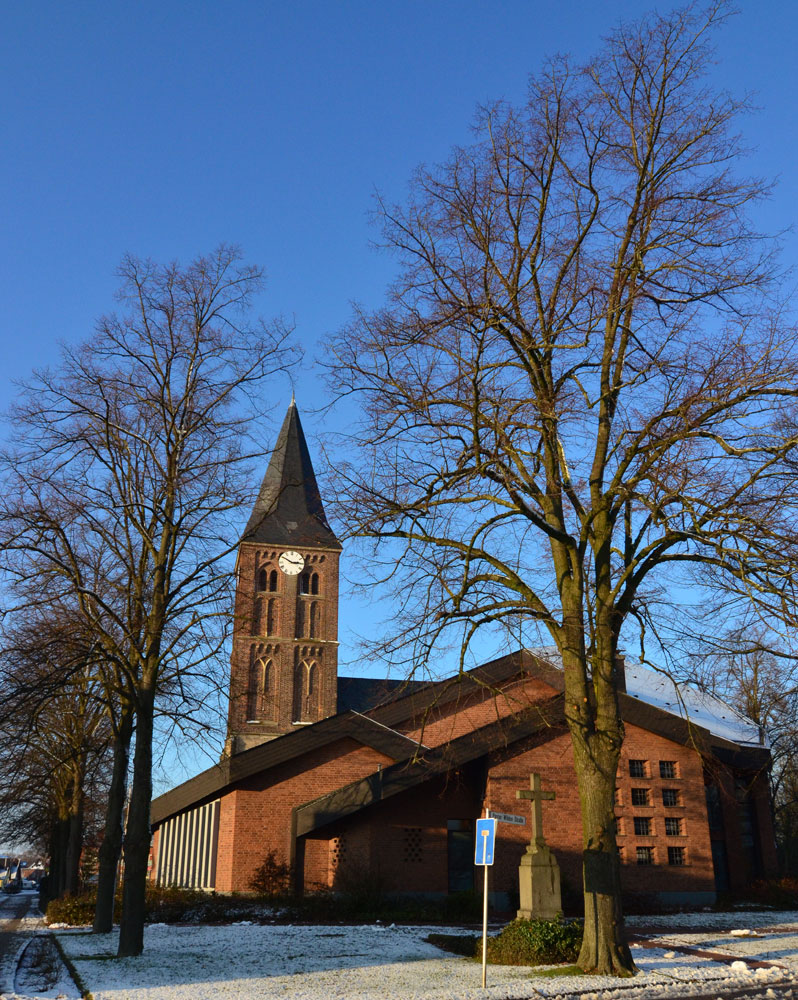
St. Evermarus Borth, im Vordergrund der Anbau von 1980

Die katholische Kirche St. Evermarus ist ein denkmalgeschütztes Kirchengebäude in Borth, einem Ortsteil von Rheinberg im Kreis Wesel (Nordrhein-Westfalen). Sie war bis 2018 Pfarrkirche der bis dahin eigenständigen Pfarrei St. Evermarus. Durch die Fusion der Pfarreien St. Evermarus und St. Peter (beide in der Stadt Rheinberg gelegen) wurde sie zu einer der Filialkirchen.

## Geschichte und Architektur
Als Vorgängerkirche ist eine Saalkirche des 12. Jahrhunderts mit eingezogenem Rechteckchor nachgewiesen. In deren Fundamentmauerwerk fanden sich Ziegelbrocken einer römischen Trümmerstätte.
Die zweischiffige Stufenhalle aus Backstein wurde laut einer verlorenen Bauinschrift 1452 errichtet. Die Halle ist etwas älter als der niedrigere Chor von einem Joch mit 5/8 Schluss. Bei einer Restaurierung wurde 1893 das westliche Treppentürmchen am Seitenschiff zugefügt. Die Fenstermaßwerke wurden erneuert. Im Zweiten Weltkrieg wurde das Gebäude stark beschädigt und von 1956 bis 1957 wiederhergestellt. Ein nach Osten orientierter Erweiterungsbau wurde von 1977 bis 1980 an die Südseite der gotischen Kirche angebaut. Der dreigeschossige Turm mit einem Fensternischenportal und Gliederungen in romanischen Formen ist dem Hauptschiff vorgelagert. In das Hauptschiff wurden Netzgewölbe, ansonsten Kreuzrippengewölbe eingezogen.

## Ausstattung
- im Altarbild des Hochaltares von 1728 ist die Kreuzigung Christi dargestellt
- im Ambo wurden Füllungen der barocken Kanzel wiederverwendet
- die Holzskulptur eines Engels mit Helm aus der Zeit um 1480
- eine Madonna aus dem 18. Jahrhundert
- ein hölzernes Kruzifix aus dem 18. Jahrhundert